# Список вибухів та пожеж на військових складах в Україні
У списку наведені всі офіційно оприлюднені катастрофи, що сталися на військових складах в Україні.

## Список
| #  | Дата                       | Місце | Площа ураження | Жертви | Поранені | Евакуйовані | Збитки |
| -- | -------------------------- | --- | -------------- | ------ | -------- | ----------- | --- |
| 1  | 21(8).04.1918              | Пожежа вагонів з динамітом, 21(8) квітня 1918 року від 11 до 15 год., Харків |                |        |          |             | Пошкоджено 500 вагонів |
| 2  | 6.06.1918                  | Вибух артилерійських складів з понад 2 мільйонами снарядів. 6 червня 1918 року у Звіринці, Київ. Про київські вибухи було знято три фільми: «Катастрофа у Києві» та «Катастрофа на Звіринці (місце катастрофи на Звіринці у Києві)» та «Київська катастрофа». Згодом вони демонструвались у кінотеатрах, а зароблені на цьому гроші йшли на допомогу постраждалим. |                | 200    | 1000     |             | Зруйновані 900 будинків |
| 3  | 31.08.1918                 | Вибух на військовому складі 31 серпня о 15 год. 20 хв. неподалік залізничної станції Одеса-Застава II. На складах зброї розпочались вибухи набоїв. Вони тривали безперервно близько 10 годин. |                | 40     | 100      |             | |
| 4  | 13.09.1918                 | Вибух у фортеці 13 вересня 1918 року близько 16:00, Керч |                | 4      | 23       |             | |
| 5  | 10.10.2003                 | Пожежа на складах 52-ї механізованої бригади, де зберігалося близько трьох тисяч тонн артилерійських боєприпасів у м. Бахмуті, Бахмутський район, Донецька область. |                | 0      | 2        |             | |
| 6  | 06.05.2004 — 19.05.2004    | Новобогданівка, Мелітопольський район, Запорізька область | 314 км²        | 5      | 85       | 6,963       | 3 млрд. 752 млн |
| 7  | 6.05.2005                  | Пожежа з вибухами боєприпасів в Хмельницькій області на 47-му арсеналі. В сховищі перебували 52,9 умовних вагони боєприпасів (снаряди малого калібру — 23 і 30 мм, гранати для підствольних гранатометів), які здетонували внаслідок займання. Осколки розліталися в радіусі 100—150 метрів.                                                                       |                |        | 9        | 300         | |
| 8  | 23.07.2005                 | Новобогданівка, Мелітопольський район, Запорізька область |                | 1      | 5        |             | |
| 9  | 19.08.2006                 | Новобогданівка, Мелітопольський район, Запорізька область |                | 0      | 4        | 1,500       | |
| 10 | 27.08.2008 — 30.08.2008    | Пожежа на складі, де зберігалося 95 тисяч тонн боєприпасів у м. Лозовій, Лозівський район, Харківська область |                | 0      | 1        |             | |
| 11 | 20.03.2014                 | Пожежа на танковому складі в м. Кривому Розі, Дніпропетровська область |                | 0      | 0        |             | |
| 12 | 29.10.2015 — 30.10.2015    | Пожежа на складі, де зберігалося близько 3,5 тисяч тонн боєприпасів у м. Сватовому, Сватівський район, Луганська область |                | 4      | 16       | 5,000       | 15 млн грн |
| 13 | 23.03.2017                 | Балаклія, Балаклійський район, Харківська область |                | 1      | 4        | 19,506      | 12,1 млрд грн |
| 14 | 22.09.2017                 | Пожежа на складі боєприпасів в с. Новоянисоль поблизу м. Маріуполя |                | 0      | 0        |             | 121 млн грн |
| 15 | 26.09.2017 — 29.09.2017    | Калинівка, Калинівський район, Вінницька область |                | 0      | 2        | 30,000      | 5,9 млрд грн |
| 16 | 03.05.2018                 | Балаклія, Балаклійський район, Харківська область |                | 0      | 0        | 1,500       | |
| 17 | 09.10.2018                 | Дружба, Ічнянський район, Чернігівська область |                | 0      | 0        | 12,500      | 100 млн грн (на ліквідацію наслідків) |
| 18 | 15.11.2019                 | Балаклія, Балаклійський район, Харківська область |                | 2      | 4        |             | |
| -  | 30.04.2023                 | Павлоградський хімічний завод, (Павлоград, Дніпропетровська область). Під час чергового масованого ракетного удару російські ракети поцілили по складах заводу, стався потужний вибух. |                | 2      | понад 34 |             | Детонація сталась в одному з укриттів, зруйновані інші укриття, на території видно кілька воронок від попередніх влучань ракет та зруйновані будівлі. У Павлограді пошкоджено 24 багатоповерхівки, 80 приватних житлових будинків, 9 закладів шкільної та дошкільної освіти, 5 магазинів. У Вербківській територіальній громаді пошкоджено 40 приватних житлових будинків. Вже вдень 1 травня було відомо про щонайменше 34 постраждалих, з них 5 — діти. Згодом стало відомо про двох загиблих молодих чоловіків. |
| -  | 13.05.2023                 | 649-й авіаційний склад ракетного озброєння і боєприпасів (в/ч А3013 Грузевиця, Хмельницька міська громада). Внаслідок ураження російськими дронами-камікадзе |                | 0      | понад 30 |             | Після влучання в об'єкт відбувся ряд детонувань великої потужності. Ударною хвилею було пошкоджено навчальні заклади, медичні заклади, адміністративні будівлі, промислові об'єкти, багатоповерхові та приватні житлові будинки на території Чорноострівської та Хмельницької громад. Поблизу села Грузевиця пошкоджено залізничні колії, через що затримано рух потягів. Поранено близько 30 осіб. Сховище повністю зруйноване, пошкоджені залізничні колії                                                       |
| -  | 7 липня 2025 близько 10:00 | Пожежа на складах у Миколаївській області |                |        |          |             | |